# Trecastelli
Trecastelli – gmina we Włoszech, w regionie Marche, w prowincji Ankona.
Według danych na maj 2022 gminę zamieszkiwało 7457 osób przy gęstości zaludnienia 192,89 os./km².

## Historia
Gmina Trecastelli powstała 1 stycznia 2014 r. poprzez połączenie 3 byłych gmin: Ripe, Castel Colonna i Monterado. Te trzy miejscowości są teraz frakcjami (wł. frazioni) podległymi administracji. Siedzibą gminy jest miejscowość Ripe.

## Gminy sąsiadujące z Trecastelli
Gmina Trecastelli graniczy z podanymi gminami:
- Corinaldo;
- Mondolfo;
- Monte Porzio;
- Ostra;
- San Costanzo;
- Senigallia.

## Podział administracyjny
Jednostkami podziału administracyjnego gminy Trecastelli są jej frakcje (wł. frazioni), i są to:
- Brugnetto;
- Castel Colonna;
- Croce;
- Francavilla;
- Giombino;
- Monterado;
- Passo Ripe;
- Ponte Lucerta;
- Ponterio;
- Ripe – siedziba gminy.